# Ванк, Андреас
Андреас Ванк (нем. Andreas Wank; род. 18 февраля 1988 года, Галле) — немецкий прыгун с трамплина, олимпийский чемпион в командных соревнованиях, призёр Олимпийских игр.
В кубке мира Андреас Ванк дебютировал в 2004 году, в январе 2010 года впервые попал на подиум на этапе Кубка Мира в личных соревнованиях. Затем ещё однажды попадал в тройку в командных соревнованиях. Лучшим достижением по итогам Кубка Мира является 28 место в сезоне 2012-13.
На Олимпиаде-2010 в Ванкувере завоевал серебряную медаль — в командных соревнованиях, кроме того занял 28 место в соревнованиях на большом трамплине.
Принимал участие в Чемпионате мира в 2013 г. в Валь-де-Фьемме. В составе сборной Германии занял второе место в командных соревнованиях.
Использует лыжи производства фирмы Rossignol.